# STOP AIDS NOW!
De stichting STOP AIDS NOW! was een Nederlandse onafhankelijke niet-gouvernementele organisatie.
De organisatie zette zich in om wereldwijd de verspreiding van de besmettelijke ziekte aids te helpen voorkomen. De stichting deed dit door te zorgen voor opvang, medicijnen en voorlichting. Binnen STOP AIDS NOW! werkten het Aids Fonds, Cordaid Memisa, Hivos, ICCO en Oxfam Novib samen. De vijf partners ontvingen een deel van de opbrengst, waarmee zij aidsprojecten steunden in de landen waar zij actief zijn. Dance4life was het jongerenmerk van de stichting en de internationale actiecampagne tegen hiv en aids. Jaarlijks in november gaf Stop Aids Now zogenaamde Art Bags uit, plastic tassen bedrukt met kunst.
De stichting werd in 2014 zwaar getroffen toen meerdere (oud-)medewerkers die onderweg waren naar een internationale aidsconferentie in Melbourne, aan boord van Malaysia Airlines-vlucht 17 om het leven kwamen.
In 2016 gingen STOP AIDS NOW! en het Aids Fonds samen onder de naam Aidsfonds.